# ISO 3103
ISO 3103是一項由國際標準組織（通稱ISO）所制訂的標準，其中詳細說明了一種標準化的泡茶方法，源自於1980年由英國標準協會（BSI）所制定的標準BS 6008:1980。此標準是由ISO的第34技術委員會（食品）中的第8子委員會（茶）所制定。
其摘要如下：
此法包涵以剛沸騰的水，從置於瓷製或陶製的壺中的乾燥茶葉萃取出可溶性的物質，並將所得的液體注入白色瓷製或陶製的碗，以能檢驗泡煮過的茶葉的感覺器官性質，以及該液體加入或不加牛奶或兩者的感覺器官性質。
此標準的意義不是為了制定泡茶的適當方法，而是為了紀錄泡茶的步驟，使得感覺器官上的比較變得可行。比如說一個廠牌可以使用這種方法來作品茶測試，以決定在每個採收季中茶葉的混合比例，確保沖泡好的產品口味上的一致性。
1999年搞笑諾貝爾獎將文學獎授予BS 6008標準。

## 細節
為了維持一致的結果，此標準所提供的建議如下：
- 茶壺必須是白色的瓷器或上了釉的陶器，帶有部份鋸齒狀的邊緣。蓋子必須符合壺的內側，不要太緊。
- 如果使用大的茶壺，它的最大容量必須是310ml (±8ml)，重量必須是200g (±10g)。
- 如果使用小的茶壺，它的最大容量必須是150ml (±4ml)，重量必須是118g (±10g)。
- 置入壺中的茶葉，每2公克（測量精準到誤差±2%）需使用100ml的開水。
- 用剛燒好的開水在壺緣4～6mm的範圍之內處注入壺中。
- 泡茶的水之水質必須相似於該茶被飲用的當地飲水。
- 沖泡時間為六分鐘。
- 接著將泡好的茶注入一個白色的瓷碗或上了釉的陶碗。
- 如果使用大的碗，它的容量必須是380ml，重量必須是200g (±20g)。
- 如果使用小的碗，它的容量必須是200ml，重量必須是105g (±20g)。
- 如果測試內容包涵牛奶，可以加在已經泡好的茶中，倒茶前或倒茶後。
- 在液溫於65～80°C之間時，將牛奶注入茶中，風味最佳。
- 大的碗使用5ml的牛奶，小的碗使用2.5ml的牛奶。

## 競爭標準
2003年，英國皇家化學會（Royal Society of Chemistry，簡稱RSC）發表了一則新聞稿，標題為「如何泡一杯完美的茶」。

## 外部連結
- iso.org上的ISO 3103（页面存档备份，存于）
- iso.org上其他與茶相關的文件（页面存档备份，存于）
- BS6008